# Idabel
Idabel ist eine Stadt und County Seat des McCurtain County im US-amerikanischen Bundesstaat Oklahoma. Das U.S. Census Bureau hat bei der Volkszählung 2020 eine Einwohnerzahl von 6.961 auf einer Fläche von 41,3 km² ermittelt.
Idabel ist Teil der sozioökonomischen Region Ark-La-Tex, die Teile der vier Bundesstaaten Arkansas, Louisiana, Oklahoma und Texas umfasst.

## Geographie
Idabel liegt im Südosten des Bundesstaates Oklahoma im Süden der Vereinigten Staaten, etwa zehn Kilometer von der südlichen Grenze zu Texas und 28 Kilometer von der östlichen Grenze zu Arkansas entfernt. Südöstlich der Stadt erstreckt sich ein Naturreservat, wenige Kilometer nördlich liegt der Hochatown State Park. Nordwestlich und westlich der Stadt erstrecken sich die Seen Pine Creek Lake, Hugo Lake und Pat Mayse Lake, die teilweise in Naturreservate eingebunden sind.
Nahegelegene Städte sind unter anderem Garvin (4 km nordwestlich), Broken Bow (8 km nördlich), Haworth (12 km südöstlich), Millerton (12 km nordwestlich) und Wright City (18 km nordwestlich). Nächste größere Stadt ist mit über 1,2 Millionen Einwohnern das fast 200 Kilometer südwestlich entfernt gelegene Dallas in Texas.

## Geschichte
Idabel wurde 1902 von der Eisenbahngesellschaft Arkansas and Choctaw Railway, die später Teil der St. Louis – San Francisco Railway wurde, gegründet. Zuerst wurde der Ort Purnell genannt, in Anlehnung an den Eisenbahnbeamten Isaac Purnell. Da das Amt diesen Namen jedoch ablehnte, wurde als Vorschlag Mitchell eingereicht, ebenfalls der Name eines Beamten. Dieser Name existierte an anderer Stelle im gleichen Bundesstaat jedoch schon, sodass man sich vorübergehend für Bokhama entschied, das in der Sprache der Choctaw-Indianer „Red River“ bedeutete. Das erste Postamt wurde unter diesem Namen am 15. Dezember 1902 eröffnet. Danach wählte man in Anlehnung an Purnells Töchter Ida und Bell den Namen Idabel.
In den ersten Jahren seines Bestehens hatte Idabel keine eigene Verwaltung, sondern wurde vom Stamm der Choctaw verwaltet. 1906 wählten die Bewohner ihren ersten Bürgermeister. Am 16. November 1907 wurde Idabel zum County Seat des McCurtain County ernannt. In diesem Jahr wurden 726 Bewohner gezählt. Schon 1910 waren es fast 1500. Bis 1920 stieg diese Zahl sogar auf fast 3620, fiel in den Folgejahren aber wieder leicht.
Wie in weiten Teilen der südlichen Vereinigten Staaten war auch in dieser Region die Holzgewinnung und -verarbeitung die treibende Wirtschaftskraft. Als die lokalen Baumbestände aufgebraucht waren, stieg die Baumwollindustrie zur dominierenden Industrie auf. 1904 wurde in Idabel nur eine Baumwollentkörnungsmaschine betrieben, 1930 waren es bereits sechs. Die Weltwirtschaftskrise zu Beginn der 1930er Jahre beendete jedoch rasch das industrielle Treiben in der Region. Lokale Grundbesitzer machten aus ihrem Land Weideflächen und etablierten fortan eine Viehzucht. Bis heute sind weitere Hühnerfarmen und Kiefernplantagen entstanden.

## Verkehr
Idabel ist ein Schnittpunkt mehrere Fernverkehrsstraßen. Vom Nordwesten im Norden entlang in den Nordosten der Stadt verläuft der U.S. Highway 70, der auf einer Länge von über 3800 Kilometern von Arizona im Westen bis nach North Carolina im Osten führt. Er kreuzt im Nordosten der Stadt den U.S. Highway 259, eine Nord-Süd-Verbindung, mit dem er streckenweise auf gleicher Trasse verläuft. Auf gleicher Trasse im Osten der Stadt wird der Oklahoma State Highway 3 geführt. Im Stadtzentrum beginnt der Oklahoma State Highway 87, der auf gleicher Trasse wie der U.S. Highway 259 Richtung Süden führt. Im Westen der Stadt endet der Oklahoma State Highway 37. Etwa 55 Kilometer südöstlich der Stadt verläuft der Interstate 30.

## Demographie
Die Volkszählung 2000 ergab eine Einwohnerzahl von 7658 Menschen, verteilt auf 2735 Haushalte und 1785 Familien. Die Bevölkerungsdichte lag bei 169 Menschen pro Quadratkilometer. 57 % der Bevölkerung waren Weiße, 24,5 % Schwarze, 10,4 % Indianer, 0,3 % Asiaten und unter 0,1 % Pazifische Insulaner. 3,4 % entstammten einer anderen Ethnizität, 4,4 % hatten zwei oder mehr Ethnizitäten, 5 % waren Hispanics oder Lateinamerikaner jedweder Ethnizität. Auf 100 Frauen kamen 86 Männer. Das Durchschnittsalter lag bei 34 Jahren, das Pro-Kopf-Einkommen betrug über 12.200 US-Dollar, womit über 31 % der Bevölkerung unterhalb der Armutsgrenze lebten.
Bis zur Volkszählung 2010 ist die Einwohnerzahl auf 7010 zurückgegangen.

## Söhne und Töchter der Stadt
- Hadley Caliman (1932–2010), Jazz-Musiker
- Sunny Murray (1936–2017), Jazz-Musiker
- Janice Scroggins (1955–2014), Blues- und Jazzpianistin
- Countess Vaughn (* 1978), Schauspielerin und Sängerin